# Dragon Con

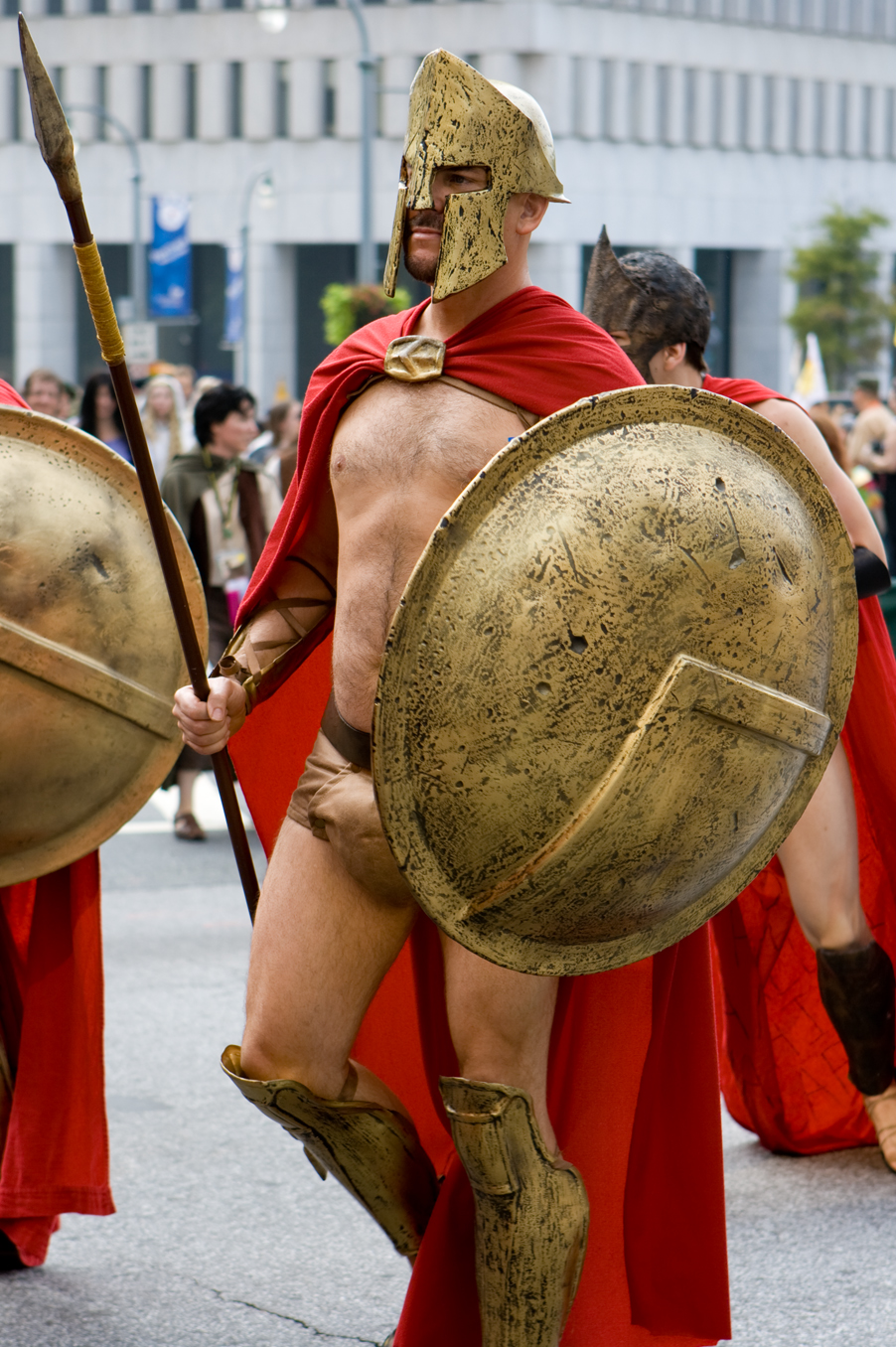
En skådespelare utklädd till Spartan vid Dragon Con-paraden 2007.

Dragon Con är ett nordamerikanskt evenemang som hållits årligen i Atlanta, Georgia, sedan starten 1987. Det sköts av ett privat företag samt omkring 1500 frivilligarbetare.

## Historik
Evenemanget lanserades 1987 som ett projekt av en lokal science fiction och gaming-grupp, Dragon Alliance of Gamers and Role-Players (DAGR).

## Priser i samband med eventet
Julie Award är ett pris som delats ut i samband med evenemanget sedan 1998. Pristagaren väljs ut av en panel som representerar olika delar av nöjesindustrin. Bland pristagarna kan nämnas Ray Bradbury, Forrest Ackerman, Yoshitaka Amano, Alice Cooper, Will Eisner, Harlan Ellison, Neil Gaiman, Carmine Infantino, Anne McCaffrey, Jim Steranko, Peter David och Paul Dini.